# Minialuxe
Minialuxe est une marque de miniatures automobiles, implantée originairement à Oyonnax, dans le département de l'Ain et aujourd'hui basée à Cestas dans le département de la Gironde.

## Histoire de Minialuxe

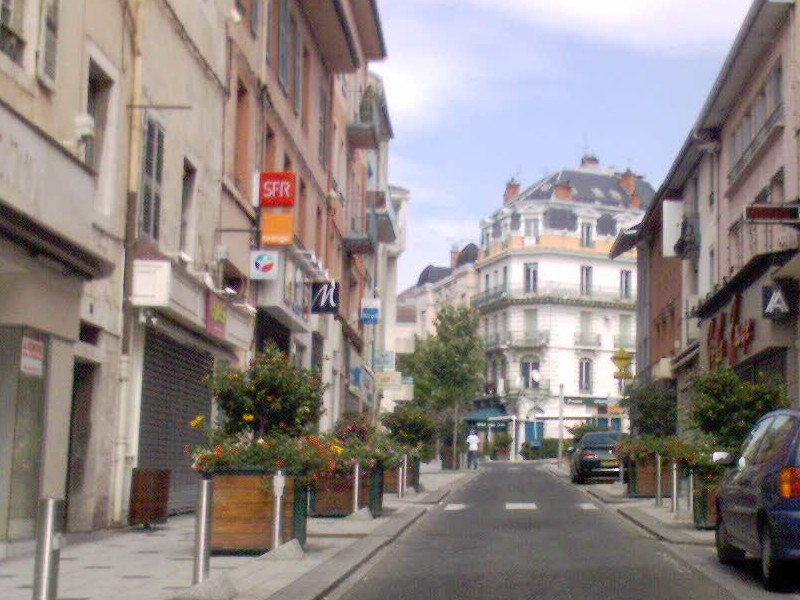
La rue Anatole France à Oyonnax

La fabrication d'autos miniatures Minialuxe voit le jour en 1953 avec l’apparition de ses premières voitures en plastique. La société était située au 168/170 rue Anatole-France, à Oyonnax, ville connue pour son industrie liée à la confection d’objets manufacturés en matière plastique.  Toutefois, les établissements Grand-Clément, créés cinquante ans plus tôt à Oyonnax, se spécialisent dans l’injection plastique et la fabrication de nombreux objets du quotidien dans ce nouveau matériau qui modifie en profondeur la fabrication des objets manufacturés.

## Production
La majorité de sa production était[réf. nécessaire] au 43e, mais certains spécimens ont été réalisés au 32e et au 86e. 
Hotchkiss Grégoire, Peugeot 203 fourgonnette, Renault Frégate, Citroën 15 CV, Ford Vedette et Simca Aronde, avec des lignes rondes et simples, sans vitrages ni aménagement intérieur, constituent la première collection. Galeries, bagages sur le toit, remorques, accessoires ou encore coffrets compléteront la gamme.
Durant les années 1960 puis 1970, le petit-fils, Édouard Blanc, accroît innovations et produits dérivés.
Dans les années 1960, Minialuxe propose les tacots ou ancêtres, tout comme Clé, Rami ou Safir. Mais Édouard Blanc se distingue en créant des véhicules qui sortent de l’ordinaire, par exemple les Oldsmobile 1902 [réf. souhaitée], Jamieson 1902 ou encore Landau Park Royal 1912. Parallèlement, la gamme des contemporaines au 43e s’élargit avec un passage à des matières plastiques qui ne se déforment pas. Les derniers modèles seront conçus par Louis Surber, ami de longue date de la famille Blanc.  
Minialuxe se caractérise par un soin particulier apporté à l'emballage qui accompagne les miniatures. On retrouve des paysages de montagne, de campagne, etc. Minialuxe a aussi produit de magnifiques coffrets (place de la gare, autoroute, parkings, etc.) devenus très rares car très fragiles.  

## Le choc pétrolier
Avec l'accroissement du coût des matières plastiques due au premier choc pétrolier, les marges se réduisent. De nouvelles formes de jeux et de jouets voient le jour et une concurrence venue d’Asie apparaît. À la fin des années 70, la production de la marque disparaît. Minialuxe  a cessé son activité en 1978.  

## Une marque relancée
C’est en mai 2012 que la marque française renaît sous la forme d’une société commerciale : « Minialuxe ». Après avoir signé un contrat de licence de marque pour vingt ans, Marc Faujanet, un homme d'affaires, propriétaire du titre Passion 43e (le magazine spécialisé de la miniature automobile au 1/43ème) décide de redonner vie à cette entreprise en s'engageant à ne pas rééditer à l'identique la collection des anciennes miniatures conçues à l'époque par la marque et à recréer un outillage par la conception de nouveaux moules. Les miniatures sont fabriquées en zamac en éditions souvent limitées à quelques centaines d'exemplaires. Le style et le niveau de détail des miniatures rappellent les productions Dinky Toys.